# 25 jaar na Waterloo
25 jaar na Waterloo (met als ondertitel: "De grootste hits in Nederland") is een verzamelalbum van de Zweedse groep ABBA, dat in 1999 alleen in Nederland verscheen. Het bevat 19 hits die de band in de Nederlandse hitparade had. In mei en juli 1999 stond het album drie weken op nummer 1 in de Album Top 100

## Geschiedenis
In 1999 (om precies te zijn op 6 april van dat jaar) was het 25 jaar geleden dat de internationale doorbraak van ABBA werd ingezet met de overwinning op het Eurovisiesongfestival 1974 met Waterloo. Dat jubileum werd internationaal onder meer gevierd met de première op 6 april 1999 van de musical Mamma Mia! in Londen. Tevens werd het verzamelalbum ABBA Gold: Greatest Hits uit 1992 over de hele wereld opnieuw uitgebracht.
In Nederland werd Gold: Greatest Hits niet opnieuw uitgebracht, maar werd gekozen voor een Nederlandse variant op dat album: 25 jaar na Waterloo. Het album bevatte negentien nummers, waarvan één nooit in de hitparade (Nederlandse Top 40) had gestaan: Happy New Year. De achttien overige nummers waren niet de enige hits die ABBA in Nederland heeft gehad. De resterende acht hits stonden niet op het album: Ring Ring, Honey, Honey, Mamma Mia, Eagle, Does Your Mother Know, Voulez-Vous, Head over Heels en Under Attack.
Hoewel het bepaald niet het eerste verzamelalbum van ABBA was dat op de markt was verschenen, werd 25 jaar na Waterloo een groot succes. Op 15 mei 1999 steeg het naar nummer 1 in de Album Top 100, het zevende nummer 1-album voor ABBA in die lijst en het derde verzamelalbum (na The Best of ABBA uit 1976 en A van ABBA uit 1981). Daarmee was ABBA de eerste artiest die zoveel verzamelalbums op de eerste plaats van de Album Top 100 had gekregen.
Dankzij het succes van 25 jaar na Waterloo verscheen er vrij snel een tweede deel (25 jaar na Waterloo 2) met daarop nog eens twintig nummers uit de ABBA-catalogus. Het album stond in oktober 1999 op de 7e plaats in de Album Top 100.
Beide albums zijn inmiddels niet meer verkrijgbaar in Nederland.

## Tracklisting
1. Waterloo
2. I Do I Do I Do I Do I Do
3. SOS
4. Fernando
5. Dancing Queen
6. Money, Money, Money
7. Knowing Me, Knowing You
8. The Name of the Game
9. Take a Chance on Me
10. Thank You for the Music
11. Summer Night City
12. Chiquitita
13. Gimme! Gimme! Gimme! (A Man After Midnight)
14. I Have a Dream
15. The Winner Takes It All
16. Happy New Year
17. Super Trouper
18. One of Us
19. The Day Before You Came

## Verwijzingen
1. ↑  "30 Jaar Nummer 1-albums 1969-1999", Johan van Slooten, Gottmer Becht 1999, ISBN 90-2301041-8